# Laverne & Shirley
Laverne & Shirley foi uma popular série de televisão estadunidense de comédia, transmitida pela ABC desde 1976 até 1983. 
Suas protagonistas eram Penny Marshall, como Laverne De Fazio, e Cindy Williams como Shirley Feeney, que dividiam um quarto e, no começo do programa, trabalhavam numa cervejaria de Milwaukee.
Laverne & Shirley foi a série com protagonistas femininos com maior duração, até Charmed.